# NGC 4481
NGC 4481 ist eine Spiralgalaxie mit aktivem Galaxienkern vom Hubble-Typ Sab im Sternbild Drache am Nordsternhimmel. Sie ist schätzungsweise 108 Millionen Lichtjahre von der Milchstraße entfernt und hat einen Durchmesser von etwa 20.000 Lj.
Im selben Himmelsareal befinden sich u. a. die Galaxien NGC 4441, NGC 4510, NGC 4512.
Das Objekt wurde am 7. Oktober 1866 vom deutsch-dänischen Astronomen Heinrich Louis d’Arrest entdeckt.